# Dordi Nordby
Dordi Agathe Nordby (Bærum, 8 de abril de 1964) es una deportista noruega que compitió en curling.
Ganó once medallas en el Campeonato Mundial de Curling entre los años 1989 y 2005, y diez medallas en el Campeonato Europeo de Curling entre los años 1983 y 2004.
Participó en tres Juegos Olímpicos de Invierno, ocupando el quinto lugar en Nagano 1998, el cuarto en Salt Lake City 2002 y el séptimo en Turín 2006, en la prueba femenina.

## Palmarés internacional
| Campeonato Mundial | Campeonato Mundial         | Campeonato Mundial | Campeonato Mundial |
| Año                | Lugar                      | Medalla            | Prueba             |
| ------------------ | -------------------------- | ------------------ | ------------------ |
| 1989               | Milwaukee (Estados Unidos) | Medalla de plata   | Equipo             |
| 1990               | Västerås (Suecia)          | Medalla de oro     | Equipo             |
| 1991               | Winnipeg (Canadá)          | Medalla de oro     | Equipo             |
| 1993               | Ginebra (Suiza)            | Medalla de bronce  | Equipo             |
| 1995               | Brandon (Canadá)           | Medalla de bronce  | Equipo             |
| 1996               | Hamilton (Canadá)          | Medalla de bronce  | Equipo             |
| 1997               | Berna (Suiza)              | Medalla de plata   | Equipo             |
| 2000               | Glasgow (Reino Unido)      | Medalla de bronce  | Equipo             |
| 2002               | Bismarck (Estados Unidos)  | Medalla de bronce  | Equipo             |
| 2004               | Gävle (Suecia)             | Medalla de plata   | Equipo             |
| 2005               | Paisley (Reino Unido)      | Medalla de bronce  | Equipo             |
| Campeonato Europeo |                            |                    |                    |
| Año                | Lugar                      | Medalla            | Prueba             |
| 1983               | Västerås (Suecia)          | Medalla de plata   | Equipo             |
| 1985               | Grindelwald (Suiza)        | Medalla de bronce  | Equipo             |
| 1987               | Oberstdorf ()              | Medalla de bronce  | Equipo             |
| 1990               | Lillehammer (Noruega)      | Medalla de oro     | Equipo             |
| 1993               | Leukerbad (Suiza)          | Medalla de bronce  | Equipo             |
| 1994               | Sundsvall (Suecia)         | Medalla de bronce  | Equipo             |
| 1999               | Chamonix (Francia)         | Medalla de oro     | Equipo             |
| 2000               | Oberstdorf (Alemania)      | Medalla de plata   | Equipo             |
| 2002               | Grindelwald (Suiza)        | Medalla de bronce  | Equipo             |
| 2004               | Sofía (Bulgaria)           | Medalla de bronce  | Equipo             |